# Hans Stalder (Schriftsteller, 1944)
Hans Stalder (* 1944 in Bern) ist ein Schweizer Mundartschriftsteller.
Stalder arbeitete als Unternehmensberater und begann nach seiner Pensionierung, Erzählungen auf Berndeutsch zu veröffentlichen. In seiner Gschichte vom Thunersee verknüpft er Zeitzeugenberichte mit Lokalgeschichten des Thunersees. Er arbeitet auch bei Radio BeO mit und gestaltet Sendungen und Hörspiele für Radio Berner Oberland.

## Bücher
- Bäärnerplatte & Dichterwii. Ein Roman in Mundart. Weber, Thun/Gwatt 2012, ISBN 978-3-906033-70-9.
- Gschichte vom Thunersee. Wendelsee Verlag, 8703 Erlenbach ZH 2016, ISBN 978-3-033-05810-1.
- Der Hoof a der Gränze Wendelsee Verlag, 8703 Erlenbach ZH 2018 ISBN 978-3-033-06918-3.
- Spiez verzeut Wendelsee Verlag, 8703 Erlenbach ZH ISBN 978-3-033-08114-7.